# Parabole du pharisien et du publicain
 (juin 2020).

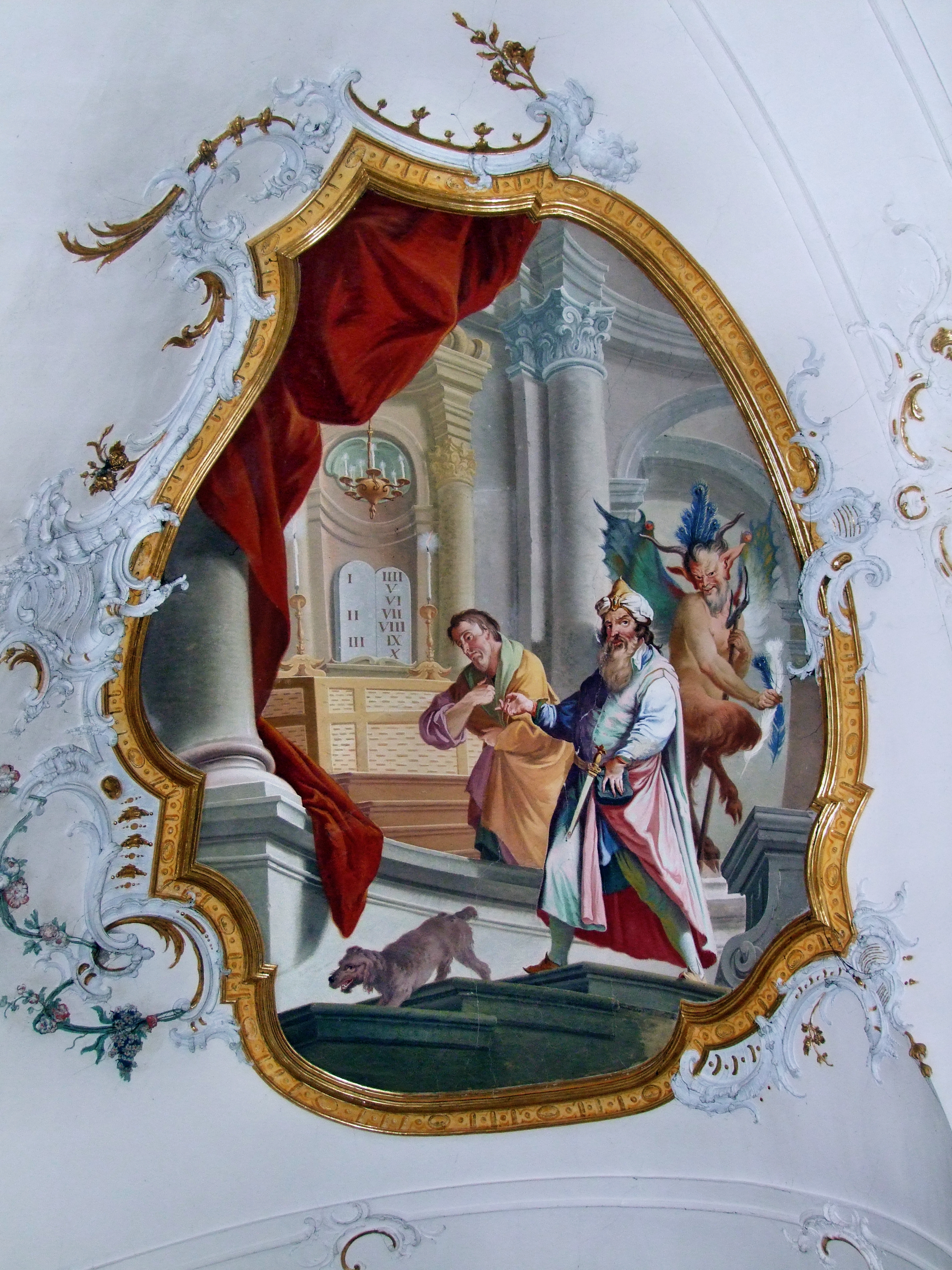
Le Pharisien et le Publicain. Fresque baroque de l'abbaye d'Ottobeuren.

Le Pharisien et le Publicain est une parabole de Jésus-Christ transmise dans l'Évangile selon Luc. Elle aborde les sujets de la justice et de l'humilité.
Dans le domaine de l'exégèse biblique, elle fait partie du Sondergut de cet évangile.

## Texte
Évangile selon Luc, chapitre 18, versets 9 à 14 :
«  Il dit encore cette parabole, en vue de certaines personnes se persuadant qu'elles étaient justes, et ne faisant aucun cas des autres : Deux hommes montèrent au temple pour prier; l'un était pharisien, et l'autre publicain. Le pharisien, debout, priait ainsi en lui-même : Ô Dieu, je te rends grâces de ce que je ne suis pas comme le reste des hommes, qui sont ravisseurs, injustes, adultères, ou même comme ce publicain ; je jeûne deux fois la semaine, je donne la dîme de tous mes revenus. Le publicain, se tenant à distance, n'osait même pas lever les yeux au ciel ; mais il se frappait la poitrine, en disant : Ô Dieu, sois apaisé envers moi, qui suis un pécheur. Je vous le dis, celui-ci descendit dans sa maison justifié, plutôt que l'autre. Car quiconque s'élève sera abaissé, et celui qui s'abaisse sera élevé. » 

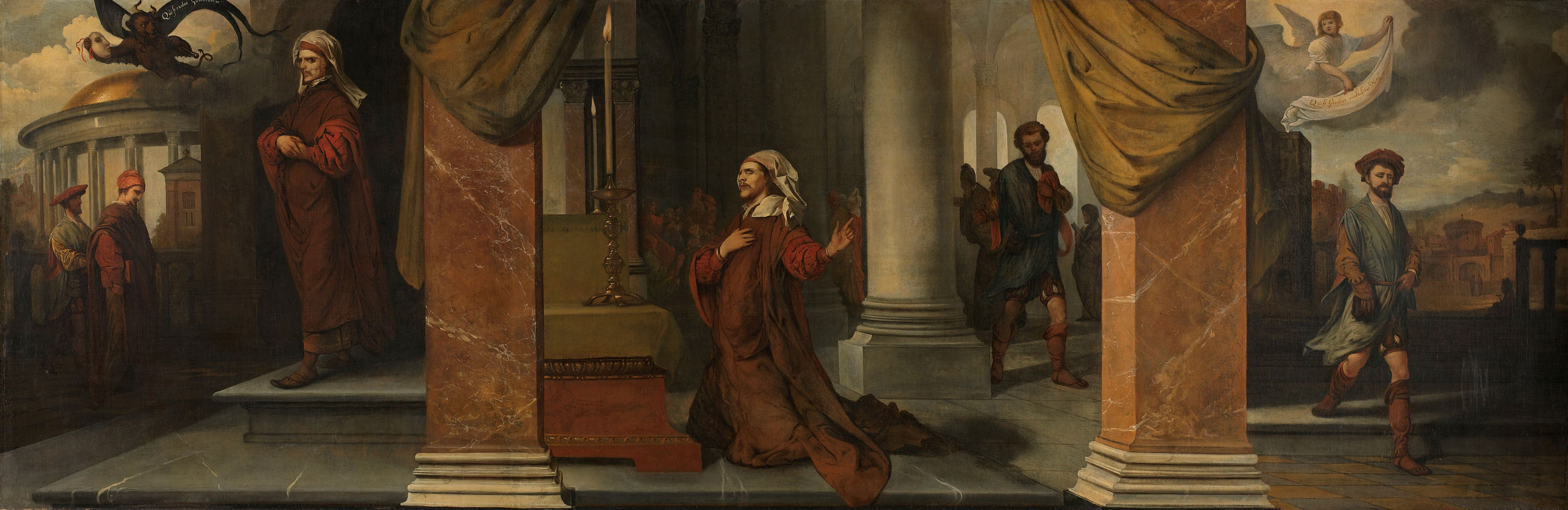
Le Pharisien et le Publicain par Barent Fabritius, 1661, Rijksmuseum.

## Interprétation
Pour le docteur de l'Église Jean Chrysostome, dans son homélie n°2 sur la conversion, justice et humilité sont les deux valeurs défendues par Jésus-Christ dans cette parabole. L'archevêque se place en personne critique envers le pharisien et clame : « Misérable sois-tu, toi qui oses porter un jugement sur la terre… As-tu encore besoin de condamner ce publicain… Que de suffisance dans ces paroles !… Pourquoi manifester un tel orgueil ? ». Jean Chrysostome conclut : « Et, pour avoir fait preuve d'humilité, il (le publicain) a été justifié… (et) le publicain s'en allait, le cœur renouvelé d'une justice retrouvée… » .